# Нагиб, Айша
Айша Нагиб (араб. عائشة لبيب‎; ум. 1971, Каир) — супруга одного из двух главных лидеров египетской революции 1952 года и вплоследствии президента Египта Мохаммеда Нагиба.

## Биография
Аиша Нагиб была второй женой Мохаммеда Нагиба. На это указал сам Мохаммед в своих мемуарах 1955 года «Судьба Египта», впоследствии переизданных спустя десятилетия под названием «Я был президентом Египта». Нагиб женился на ней в 1934 году после развода с первой женой, с которой прожил прожил в браке всего 40 дней. Айша Лабиб была дочерью покойного военачальника кавалерии Англо-Египетского Судана и сестрой его друга инженера Махмуда Лабиба.
До свадьбы Лабиб жила со своей овдовевшей матерью и тремя сестрами Азизой, Фатимой и Хадигой в большом доме в Хельмиет Аль-Зейтун. (позже Лабиб и Нагиб жили в том же районе как муж и жена). Лабиб жила в бедственном финансовом положении с большим количеством долгов. Мохаммед Нагиб упомянул в своих мемуарах, что две семьи жили на 80 египетских фунтов в месяц, несмотря на то, что их поместье составляло 512 акров, под надзором судебной власти и министерства пожертвований.
В Египте не было традиции почётного титула «первой леди», однако Айша Лабиб находилась рядом с Мохаммедом Нагибом на протяжении всего его краткого пребывания на посту президента Египта после египетской революции 1952 года в течение 19 месяцев — с 18 июня 1953 года по 14 ноября 1954 года. За это время они принимали с визитом глав государств и глав правительств. Супруга президента была известна как «Айша Ханым».
У пары было трое сыновей: Фарук, Али и Юссеф.
После окончания президентского срока Мохаммеда Нагиба в ноябре 1954 года и резкого раскола между ним и его бывшими товарищами в революционном правительстве Нагиб был помещен под неофициальный домашний арест, ограниченный виллой в Каире. Айша Лабиб переехала со своим мужем, чтобы жить с ним на вилле Зайнаб Аль-Вакиль в районе Эль-Марг.
В конце жизни страдала ожирением. Айша Лабиб скончалась в 1971 году. За два года до её смерти умер её сын Али, который погиб в результате несчастного случая в Германии.

## Комментарии
1. ↑  Также известна как Айша Мухаммад Лябиб[1].